# Antonio Martínez Amillo
Antonio Martínez Amillo, né le 17 janvier 1959, est un karatéka espagnol surtout connu pour avoir remporté l'épreuve de kumite par équipe masculin aux championnats du monde de karaté 1980 et l'épreuve de kumite individuel masculin moins de 75 kilos aux championnats d'Europe de karaté 1982.

## Résultats
| Résultat           | Date | Épreuve                   | Catégorie | Compétition                | Ville hôte               |
| ------------------ | ---- | ------------------------- | --------- | -------------------------- | ------------------------ |
| Médaille d'argent  | 1980 | Kumite individuel - 70 kg | Seniors   | Championnats du monde 1980 | Madrid, en Espagne       |
| Médaille d'or      | 1980 | Kumite par équipe         | Seniors   | Championnats du monde 1980 | Madrid, en Espagne       |
| Médaille d'or      | 1982 | Kumite individuel - 75 kg | Seniors   | Championnats d'Europe 1982 | Göteborg, en Suède       |
| Médaille d'argent  | 1982 | Kumite individuel open    | Seniors   | Championnats du monde 1982 | Taipei, à Taïwan         |
| Médaille de bronze | 1982 | Kumite par équipe         | Seniors   | Championnats du monde 1982 | Taipei, à Taïwan         |
| Médaille de bronze | 1984 | Kumite par équipe         | Seniors   | Championnats du monde 1984 | Maastricht, aux Pays-Bas |
| Médaille de bronze | 1988 | Kumite par équipe         | Seniors   | Championnats du monde 1988 | Le Caire, en Égypte      |